# ساتنام سينغ
ساتنام سينغ هو مصارع محترف ولاعب كرة سلة سابق هندي ولد في 10 ديسمبر 1995،يعمل حالياً في آول إليت ريسلينغ.

## روابط خارجية
- ساتنام سينغ على موقع الاتحاد الدولي لكرة السلة (الإنجليزية)
- ساتنام سينغ على موقع سبورتس رفرنس (الإنجليزية)
- ساتنام سينغ على موقع كرة السلة الأوروبية.كوم (الإنجليزية)
- ساتنام سينغ على موقع DraftExpress.com (الإنجليزية)
- ساتنام سينغ على موقع ريلجم (الإنجليزية)
- ساتنام سينغ على موقع بروبوليرز (الإنجليزية)
- ساتنام سينغ على موقع سبورتس رفرنس (الإنجليزية)